# Manuel Antonio García
Manuel Antonio García García (* 14. Juni 1948 in Avilés) ist ein ehemaliger spanischer Radrennfahrer.

## Sportliche Laufbahn
García war im Straßenradsport aktiv. Als Amateur gewann er 1969 und 1970 die Vuelta a Grenada, 1970 und 1971 jeweils eine Etappe in der Vuelta a Navarra. Von 1972 bis 1976 war er Berufsfahrer. Einen ersten Erfolg als Radprofi hatte er mit einem Etappensieg in der Vuelta a Colombia 1973. 1974 gewann er eine Etappe in der Vuelta a España und 1976 das Eintagesrennen Trofeo Elola.
Die Vuelta a España bestritt er zweimal. 1974 wurde er 44., 1976 beendete er die Rundfahrt nicht.